# 札幌マラソン
札幌マラソン（さっぽろマラソン）は、北海道札幌市で行われる市民マラソン大会である。主催は札幌市・報知新聞社など。
1976年に第1回が開催され、毎年10月の第1日曜日に開催されている。2018年は台風25号、2020・21年も新型コロナの影響でそれぞれ中止。
北日本最大規模の市民ロードレースであり、国内一線級の招待選手や著名なゲストも参加している。（2007年は高岡寿成が参加した。）

## コース
ハーフと10kmは五輪通からスタートして、公道を走る。ハーフは大通西4丁目（三越近く）で折り返し、豊平川沿いを走る日本陸上競技連盟公認コース。10kmは平岸中学校付近で左折し、ミュンヘン大橋手前で左折、豊平川沿いを走る。5km・3km・2kmは公園内の園路をコースとする。
第38回から、ハーフはそれまでの西4丁目折り返しをやめ、西4丁目から同9丁目までを車両通行方向と同じ向きで走行し、9丁目で東方向に転回して4丁目へ戻るルートが新たに追加された。これに伴い真駒内公園内の走行ルートが一部短縮されている。
全種目とも真駒内セキスイハイムスタジアムをゴールとする。

## 種目
ハーフマラソン
- 男子（40歳未満）
- 男子（40歳以上）
- 女子（40歳未満）
- 女子（40歳以上）

10km
- 男子（10・20歳代）
- 男子（30歳代）
- 男子（40歳代）
- 男子（50歳代）
- 男子（60歳代）
- 男子（70歳以上）
- 男子（高校生）
- 女子（30歳未満）
- 女子（30歳以上）

5km
- 車いす
- オープン

3km
- 中学男子
- 中学女子
- 小学生（4～6年生）
- ファンペア（小学4～6年生と保護者）

2km
- 小学生（1～3年生）
- ファンペア（小学1～3年生と保護者）